# Lista bisericilor ctitorite de Ștefan cel Mare
Aceasta este o listă a bisericilor ctitorite de către domnitorul Moldovei, Ștefan cel Mare și Sfânt (1457-1504).

## Județul Suceava
- Mănăstirea Putna - 1466-1469
- Biserica Albă din Baia - 1467
- Biserica Sfântul Procopie din Bădeuți (astăzi Milișăuți) - 1487, distrusă în 1917
- Biserica Înălțarea Sfintei Cruci din Pătrăuți - 1487
- Mănăstirea Voroneț - 1488
- Biserica Sfântul Ilie din Sfântu Ilie - 1488
- Biserica Înălțarea Sfintei Cruci din Volovăț - 1500-1502
- Biserica Tăierea Capului Sfântului Ioan Botezătorul din Reuseni - 1503-1504

## Județul Neamț
- Biserica Sfinții Arhangheli Mihail și Gavriil din Războieni - 1496-
- Biserica Nașterea Maicii Domnului din Tazlău - 1496-1497
- Mănăstirea Neamț - 1497
- Biserica Nașterea Sfântului Ioan Botezătorul din Piatra Neamț - 1497-1498

Biserica Învieri Maicii Domnului din Ciurea

## Județul Iași
- Biserica Sfântul Nicolae Domnesc din Iași - 1491-1493
- Biserica Cuvioasa Parascheva din Cotnari - 1493
- Biserica Sfântul Gheorghe din Hârlău - 1493-1494
- Mănăstirea Dobrovăț - 1503-1504
- Biserica Sfinții Mihail și Gavriil din Scânteia -1503
- Biserica Sfintii Voievozi din Cucuteni-1504

## Județul Botoșani
- Biserica Sfântul Nicolae din Dorohoi - 1495
- Biserica Sfântul Nicolae din Popăuți - 1496

## Județul Vaslui
- Biserica Tăierea Capului Sfântului Ioan Botezătorul din Vaslui [[Biserica Domnească din Vaslui

Biserica Sfântul Ioan din Vaslui 1490
- Biserica Sfinții Apostoli Petru și Pavel din Huși (Catedrala Episcopală a Hușilor) - 1494

## Județul Bacău
- Biserica Precista din Bacău - 1491
- Biserica Adormirea Maicii Domnului din Borzești - 1493-1494

## Județul Buzău
- Biserica Sfintei Cuvioase Parascheva din Râmnicu Sărat - construită în 1474 și demolată în 1897

## Muntele Athos
- Mănăstirea Zografu - în 1502 a refăcut biserica mănăstirii